# Knez Selo
Knez Selo (cyr. Кнез Село) – wieś w Serbii, w okręgu niszawskim, w mieście Nisz. W 2011 roku liczyła 865 mieszkańców.